# 維克斯VC10

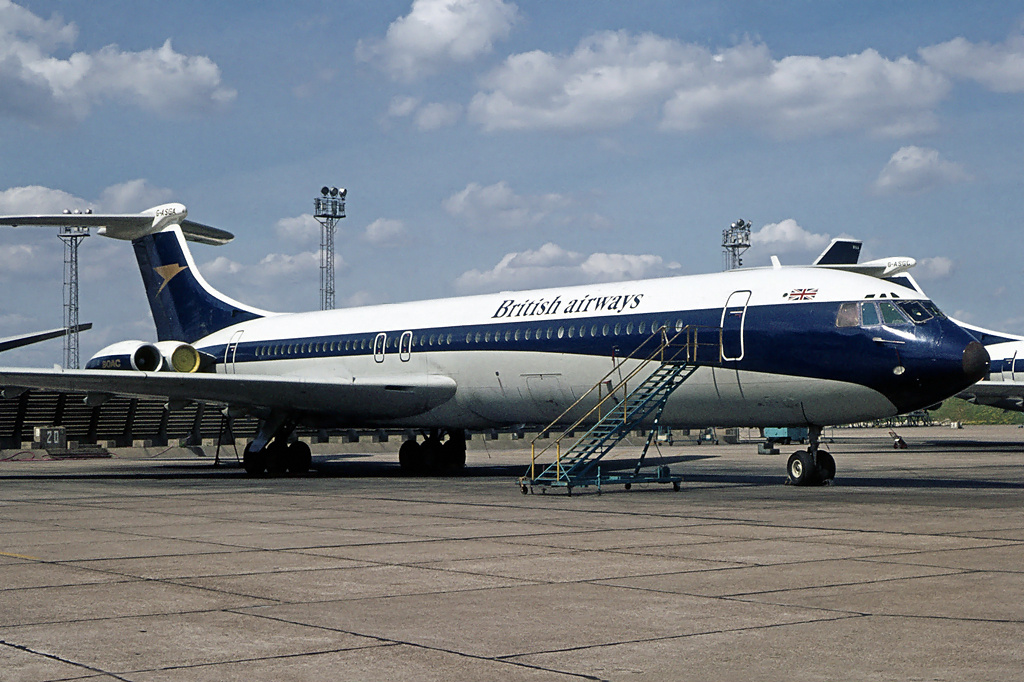
仍塗上海外航空塗裝的英國航空VC10

維克斯VC10（英語：Vickers VC10）是一款由维克斯-阿姆斯特朗公司設計和生產的長程客機，也是英國最後一款自製的幹線客機，於1962年6月29日首飛。飛機設計能夠在非洲高熱及短跑道環境下操作。VC10所執行的倫敦－紐約航線為亞音速飛機的紀錄保持者，只需5時1分便到達目的地，只有超音速的协和式客機比它快。人們常常拿VC10與蘇製的伊尔-62比較，兩款外型和性能相似型號，四個引擎均放在機尾。
雖然VC10產量不算多，但其在英國海外航空等公司有著十分長的服役歷程，海外航空的VC10服役至1981年才從民航界退役。
而自1965年起，皇家空軍亦有使用二手VC10作為戰略空運機、行政專機或空中加油機；其中一架更曾於1969-75年間，由勞斯萊斯股份有限公司租借，用作勞斯萊斯RB211的試飛平台。值得一提的是，VC10在英軍服役期間，經常擔當往返英國本土及香港的物資及人員輸送任務。
到了1990年代，由於VC-10日漸老舊，此款飛機亦不再作為英國政府行政專機，僅保留其軍事用途，至2000年代及以後逐漸退役。VC10最後一次飛行是在2013年9月25日，此後加油任務被新款的空中巴士A330 MRTT取代。
為慶祝VC10首飛50週年，註冊號G-ARTA的VC10在布魯克蘭斯博物館展出，而這飛機在2013年9月23日從皇家空軍退役。

## 性能（1101型）
参考资料：Macdonald Aircraft Handbook,Flight International
基本信息
- 机组：4
- 容量：151人

性能
- 推重比：0.27

## 參看
类似型号
- 波音707
- 道格拉斯DC-8
- 伊爾-62